# Taxeotis euryzona
Taxeotis euryzona là một loài bướm đêm trong họ Geometridae.